# Aphelia peramplana
Aphelia peramplana is een vlinder uit de familie bladrollers (Tortricidae). De wetenschappelijke naam is voor het eerst geldig gepubliceerd in 1825 door Hübner.
De soort komt voor in Europa.